# Triclis octodecimnotatus
Triclis octodecimnotatus är en tvåvingeart som beskrevs av Costa 1893. Triclis octodecimnotatus ingår i släktet Triclis och familjen rovflugor. Inga underarter finns listade i Catalogue of Life.